# Narathura sotades
Narathura sotades är en fjärilsart som beskrevs av Hans Fruhstorfer 1914. Narathura sotades ingår i släktet Narathura och familjen juvelvingar. Inga underarter finns listade i Catalogue of Life.